# Wir haben schon immer im Schloß gelebt
Wir haben schon immer im Schloß gelebt (englischer Originaltitel We Have Always Lived in the Castle) ist ein 1962 erschienener Mystery-Roman der amerikanischen Schriftstellerin Shirley Jackson. Geschildert werden die Ereignisse aus der Perspektive der 18-jährigen Mary Katherine „Merricat“ Blackwood, die nach einer Familientragödie isoliert von der restlichen Dorfgemeinschaft gemeinsam mit ihrer älteren Schwester und ihrem kränklichen Onkel auf einem weitläufigen Anwesen in Vermont lebt. Der letzte Roman der Autorin, der drei Jahre vor ihrem Tod erschien, gilt weithin als ihr bester und wurde 2018 von Stacie Passon unter dem Titel We Have Always Lived in the Castle verfilmt. Die erste deutsche Übersetzung des Romans durch Anna Leube und Anette Grube erschien 1988 im Diogenes Verlag.

## Inhalt
Merricat Blackwood, ihre ältere Schwester Constance und ihr kränklicher Onkel Julian leben in völliger Abgeschiedenheit in einem großen Haus auf einem weitläufigen Anwesen in Vermont. Von den Menschen im nahe gelegenen Dorf werden sie seit einer nicht restlos aufgeklärten Familientragödie mit Argwohn beäugt. Onkel Julian sitzt im Rollstuhl und arbeitet an seinen Memoiren. Auch Constanze, die sich um ihn und den Haushalt kümmert, hat das Haus seit Jahren nicht mehr verlassen. Einzig Merricat trotzt den Schmähungen der Dorfjugend, wenn sie im Dorf den wöchentlichen Einkauf erledigt und Bücher aus der Bücherei ausborgt.
Aus Onkel Julians wirren Andeutungen erschließt sich nach und nach die tragische Familiengeschichte der Blackwoods: sechs Jahre vor Einsetzen der Romanhandlung wurden das Ehepaar Blackwood, Julians Ehefrau Dorothy, das jüngste Kind der Blackwoods, Thomas, sowie Julian selbst beim Abendessen mit Arsen vergiftet. Einzig Julian überlebte. Merricat entkam dem Mordanschlag, weil sie an jenem Abend aus Strafe für Ungehorsam ohne Abendessen auf ihr Zimmer geschickt worden war. Constance, die als einzige darauf verzichtet hatte, ihre Brombeeren mit dem vergifteten Zucker zu süßen, wurde als Hauptverdächtige verhaftet, aber schließlich freigesprochen. In den Augen der Dorfbewohner ist ihre Schuld jedoch erwiesen, weshalb die überlebenden Blackwoods vom Dorf seither geächtet werden.
Für Merricat beruht diese Feindseligkeit auf tiefempfundener Gegenseitigkeit. Sie sieht sich als Beschützerin der über alles geliebten Schwester und nutzt Analogiezauber, um das Anwesen gegen Eindringlinge zu sichern. Eine von diesen magischen Schutzvorrichtungen ist ein Buch, das Merricat an einen Baum im Garten genagelt hat. Als es eines Tages herunterfällt, sieht Merricat darin ein Anzeichen drohender Gefahr. Tatsächlich erhalten die Blackwoods kurz darauf Besuch des bisher wenig an der Verwandtschaft interessierten Cousins Charles.
Charles bemüht sich besonders um Constance und gewinnt rasch ihr Vertrauen, sehr zum Leidwesen der eifersüchtigen Merricat, die ihm nicht über den Weg traut. Charles scheint sich vor allem für all das im Safe versperrte Geld zu interessieren, und benimmt sich zunehmend unhöflich gegenüber Merricat und Julian, die ihm bei seinen Plänen offensichtlich im Weg stehen. Merricats Versuche, Charles durch Beschimpfungen und diverse Abwehrzauber zu vertreiben, bleiben erfolglos.
Der Konflikt eskaliert, als Merricat eines Abends von Constance nach oben geschickt wird, um sich vor dem Abendessen die Hände zu waschen, und in einem Anfall von Wut auf Charles seine noch rauchende Pfeife in den Papierkorb fallen lässt. Bald steht das ganze Haus in Brand. Die Dorfbewohner erscheinen, um das Feuer zu löschen, gehen aber bald dazu über, ihrem lang aufgestauten Hass gegen die Blackwoods endlich freien Lauf zu lassen und zerstören, was vom Feuer verschont bleibt. Während Charles sich auf die Rettung des Safes konzentriert, werden Constance und Merricat von einem höhnische Kinderreime skandierenden Mob umringt. Im letzten Moment gelingt ihnen die Flucht in den Wald. Julian stirbt während des Feuers an einem Herzinfarkt und Charles sucht nach erfolglosen Versuchen, den Safe zu knacken, das Weite. Merricat und Constance verbringen die Nacht in einem hohlen Baum, den Merricat schon lange als Rückzugsort in Krisensituationen nutzt. Constance gesteht, dass sie immer schon wusste, dass Merricat die Familie vergiftet hat. Merricat gibt die Tat freimütig zu – sie vergiftete den Zucker im Wissen, dass Constanze grundsätzlich auf Zucker verzichtet.
Am nächsten Tag kehren die Schwestern zur Ruine zurück, bergen die wenigen von Feuer und Dorfbewohnern verschonten Wertgegenstände, nageln die unbewohnbar gewordenen Räume zu und richten sich im leidlich erhaltenen Teil des Gebäudes ein. Mittlerweile reumütig gewordene Dorfbewohner beginnen damit, ihnen Nahrungsmittel auf der Türschwelle zu hinterlassen. Charles kommt noch einmal zurück, um sich wieder bei Constance einzuschmeicheln, die ihn aber inzwischen durchschaut und nicht mehr auf ihn reagiert.

## Interpretation
Ein zentrales Thema des Romans ist die Verfolgung von Außenseitern durch engstirnige Kleinstadtbewohner in Neuengland. Dieses Thema findet sich auch in anderen Werken der Autorin, unter anderem in ihrem Roman Spuk in Hill House. Beiden Romanen gemeinsam ist als ein Handlungsort ein großes, allein stehendes Haus, das sowohl in physischer, sozialer als auch ideologischer Hinsicht von der restlichen Dorfgemeinschaft isoliert ist. Jackson konnte bei der Schilderung der Problematik wohl auf eigene Erfahrungen zurückgreifen – im Vorwort zur 2006 von Penguin Classics veröffentlichten Ausgabe des Romans spekuliert Jonathan Lethem, dass es sich bei dieser immer wiederkehrenden Kleinstadt in Jacksons Romanen um North Bennington, Vermont handelt, wo Jackson und ihr am dortigen College lehrender Gatte Stanley Edgar Hyman immer wieder mit reflexhaftem Anti-Semitismus und Anti-Intellektualismus konfrontiert waren.
Typisch für Jacksons Werk ist die Erschaffung einer Atmosphäre des Befremdlichen sowie die tiefe Vertrautheit mit der Alltäglichkeit des Bösen und dessen Auswirkungen auf die Dorfgemeinschaft, die Familie und das Individuum. Was Wir haben schon immer im Schloß gelebt jedoch von ihren anderen Werke unterscheidet, ist die gleichzeitige Ergründung von Liebe und Hingabe, allem die Handlung durchziehendem Unbehagen zum Trotz. Constances völliger Verzicht darauf, die mörderische Schwester zu verurteilen, wird als vollkommen selbstverständlich dargestellt. Der Roman stellt auch nie in Frage, dass Merricat trotz ihrer sonstigen soziopathischen Tendenzen ihre Schwester aufrichtig liebt.
Jacksons Biographin Judy Oppenheimer beschreibt Wir haben schon immer im Schloß gelebt als "Loblied auf die Agoraphobie", beruhend auf Jacksons eigenen Erfahrungen mit der Erkrankung. Als Inspiration für die Blackwood-Schwestern nannte Jackson ihre eigenen Töchter; für Oppenheimer verkörpern Merricat und Constance das "Yin und Yang" von Jacksons eigener Persönlichkeit.
Verfasst in täuschend einfacher Sprache aus der Perspektive einer unzuverlässigen Erzählerin, impliziert der Roman am Ende eine endgültige Abwendung der beiden Schwestern von der Außenwelt – ihre Welt ist auf die drei noch bewohnbaren Räume der Ruine zusammengeschrumpft und hermetisch gegen jeden Einfluss von außen abgeriegelt. Der Eindringling Charles wurde erfolgreich abgewehrt; der Hass der Dorfbewohner hat sich im Gewaltexzess verzehrt. Nichts wird in Zukunft die Schwestern in ihrer trauten Zweisamkeit stören. Lethem sieht in diesem Ergebnis einen Triumph Merricats, deren Wunsch, sich eine Welt ganz nach ihrem Willen für sich und Constance zu gestalten, damit in Erfüllung geht.

## Stellung in der Literaturgeschichte
Merricat ist zum Zeitpunkt der Romanhandlung zwar bereits 18 Jahre alt, klingt durch ihre Erzählweise aber oft jünger. Irgendetwas ist in ihrer Entwicklung nicht wie üblich verlaufen. Lethem sieht in diesem Motiv des teuflischen Kindes eine Verbindung zu anderen krypto-feministischen Erzählungen der Mitte des 20. Jahrhunderts wie etwa Böse Saat, Rosemaries Baby und Was geschah wirklich mit Baby Jane? und zieht überdies den Vergleich zu Harold Pinter und Samuel Beckett. Jacksons Vision der menschlichen Existenz als Hausbesetzung in einem verfallenden Schloss erinnert ihn an Becketts Stück Glückliche Tage und das Loblied der bis zur Körpermitte im Boden eingegrabenen Figur Winnie an die menschliche Anpassungsfähigkeit angesichts widriger Umstände.

## Rezeption
Wir haben schon immer im Schloß gelebt wurde vom Time Magazine unter die zehn besten Romane des Jahres 1962 gereiht.
Im März 2002 nannte das Book Magazine Mary Katherine Blackwood auf Platz 71 der Auflistung der besten fiktionalen Figuren seit 1900.
Auf Goodreads erreichte der Roman Platz 4 bei der Wahl der beliebtesten Bücher aus dem Jahr 1962.

## Adaptionen
Hugh Wheeler adaptierte den Roman 1966 für das Theater. Das Stück wurde am 19. Oktober 1966 am Ethel Barrymore Theatre auf dem Broadway uraufgeführt. Die Hauptrollen spielten Heather Menzies, Shirley Knight und Alan Webb.
Eine Musical-Version der Geschichte wurde 2010 von Adam Bock und Todd Amond am Yale Repertory Theatre in New Haven, Connecticut auf die Bühne gebracht und lief dort vom 23. September bis zum 9. Oktober.
Im September 2018 wurde auf dem Los Angeles Film Festival eine Verfilmung des Romans gezeigt, die im Kino ab Mai 2019 lief. Das Drehbuch für We Have Always Lived in the Castle verfasste Mark Kruger mit der Unterstützung von Jacksons Sohn Laurence Hyman. Regie führte Stacie Passon. Die Hauptrollen übernahmen Sebastian Stan als Charles, Taissa Farmiga als Merricat, Alexandra Daddario als Constance und Crispin Glover als Onkel Julian.

## Nachweise
1. ↑  We Have Always Lived in the Castle. (apple.com [abgerufen am 11. Mai 2019]).
2. ↑  Dave McNary: ‘Captain America’s’ Sebastian Stan to Star in Thriller ‘We Have Always Lived in the Castle’. In: Variety. 10. August 2016, abgerufen am 11. Mai 2019 (englisch).
3. 1 2 3  Jonathan Lethem: Introduction. Life in Shirley Jackson's (Out)Castle. In: Jackson, S / WE HAVE ALWAYS LIVED IN A CASTLE (1962). Penguin Books, 2006 (academia.edu [abgerufen am 12. Mai 2019]).
4. ↑  Joyce Carol Oates: The Witchcraft of Shirley Jackson. 8. Oktober 2009, ISSN 0028-7504 (nybooks.com [abgerufen am 12. Mai 2019]).
5. ↑  Judy Oppenheimer: Private Demons: The Life of Shirley Jackson. Columbine Trade, 1989, ISBN 978-0-449-90405-3 (englisch).
6. ↑  Lincoln Michel: Flavorwire Author Club: Shirley Jackson’s Haunting Final Novel, ‘We Have Always Lived in the Castle’. In: Flavorwire. 27. März 2014, abgerufen am 13. Mai 2019 (englisch).
7. ↑  David Barnett: We Have Always Lived in the Castle by Shirley Jackson – a house of ordinary horror. In: The Guardian. 21. Dezember 2015, ISSN 0261-3077 (theguardian.com [abgerufen am 13. Mai 2019]).
8. ↑  Jonathan Lethem: Introduction. Life in Shirley Jackson's (Out)Castle. In: Jackson, S / WE HAVE ALWAYS LIVED IN A CASTLE (1962). Penguin Books, 2006 (academia.edu [abgerufen am 12. Mai 2019]).
9. ↑  Darryl Hattenhauer: Shirley Jackson's American Gothic. SUNY Pess, 2003, ISBN 0-7914-5607-2, S. 195 (englisch).
10. ↑  NPR: 100 Best Fictional Characters Since 1900. Abgerufen am 13. Mai 2019.
11. ↑  Most Popular Books Published In 1962. In: Goodreads. Abgerufen am 13. Mai 2019.
12. ↑  We Have Always Lived in the Castle Broadway @ Ethel Barrymore Theatre - Tickets and Discounts. Abgerufen am 13. Mai 2019 (englisch).
13. ↑  Joe Meyers, Staff Writer: 'We Have Always Lived in the Castle' bows at Yale Rep. 21. September 2010, abgerufen am 13. Mai 2019.
14. ↑  Steven Zeitchik: Further Films visits the 'Castle'. In: The Hollywood Reporter. 17. August 2009, abgerufen am 13. Mai 2019 (englisch).
15. ↑  Borys Kit: Alexandra Daddario, Taissa Farmiga Join Sebastian Stan in 'We Have Always Lived in the Castle'. In: The Hollywood Reporter. 10. August 2016, abgerufen am 13. Mai 2019 (englisch).